# Peter Blank
Peter Blank (* 10. dubna 1962, Frankfurt nad Mohanem) je bývalý německý atlet, který závodil v desetiboji a později v hodu oštěpem. V roce 1992 vytvořil dosud platný desetibojařský rekord v hodu oštěpem v rámci desetibojařského závodu s výkonem 79,80 m. Později se už věnoval výhradně hodu oštěpem, nedosáhl však na žádnou z medailí na velkých světových akcích. Jeho osobním rekordem je výkon 88,70 metru z roku 2001, který vytvořil na závodech ve Stuttgartu ve svých 39 letech. Je známý jako specialista na překonávání veteránských rekordů v oštěpu, které držel v kategoriích M35, M40 i M45, kromě poslední kategorie jeho výkony v ostatních kategoriích překonal český oštěpař Jan Železný. Svou sportovní kariéru ukončil v roce 2007.

## Osobní rekordy
- Hod oštěpem 88,70 m. (2001)
- Desetiboj 7651 b. (1990)